# Pórtugos
Pórtugos település Spanyolországban, Granada tartományban. Pórtugos Trevélez, Busquístar, La Taha és Capileira községekkel határos. Lakosainak száma 385 fő (2024).

## Népesség
A település népessége az elmúlt években az alábbi módon változott:
| Lakosok száma | 445  | 415  | 419  | 408  | 384  | 382  | 401  | 382  | 387  | 385  |
|               | 2001 | 2004 | 2006 | 2009 | 2011 | 2014 | 2016 | 2019 | 2021 | 2024 |